# Mesas de Ibor (kommunhuvudort)
Mesas de Ibor är en kommunhuvudort i Spanien.   Den ligger i provinsen Provincia de Cáceres och regionen Extremadura, i den centrala delen av landet, 170 km väster om huvudstaden Madrid. Mesas de Ibor ligger 486 meter över havet och antalet invånare är 206.
Terrängen runt Mesas de Ibor är kuperad åt sydväst, men åt nordost är den platt. Runt Mesas de Ibor är det mycket glesbefolkat, med 7 invånare per kvadratkilometer. Närmaste större samhälle är Navalmoral de la Mata, 15,1 km norr om Mesas de Ibor. Omgivningarna runt Mesas de Ibor är huvudsakligen savann.